# غرب سينغبوم
غرب سينغبوم رمزها «WS» (بالإنجليزية: West  Singhbhum)‏ ، هو تقسيم إداري لدولة الهند تتبع ولاية جهارخاند (بالإنجليزية: Jharkhand)‏ ، مركزها هو مدينة شيبازا (بالإنجليزية: Chaibasa)‏ عدد سكانها حسب تعداد سنة 2001 هو 2,080,265 ، مساحتها 9,906 كم² وكثافة السكان 210 لكل كم² .